# تیم ملی فوتبال زیر ۲۳ سال مالدیو
تیم ملی فوتبال زیر ۲۳ سال مالدیو (به انگلیسی: Maldives national under-23 football team) تیم فوتبال جوانان کشور مالدیو است و زیر نظر فدراسیون فوتبال مالدیو فعالیت می‌کند. این تیم نمایندهٔ مالدیو در بازی‌های المپیک و بازی‌های آسیایی است.